# Leymus lanatus
Leymus lanatus är en gräsart som först beskrevs av Sergei Ivanovitsch Korshinsky, och fick sitt nu gällande namn av Nikolai Nikolaievich Tzvelev. Leymus lanatus ingår i släktet strandrågssläktet, och familjen gräs. Inga underarter finns listade i Catalogue of Life.